# Orchestrion

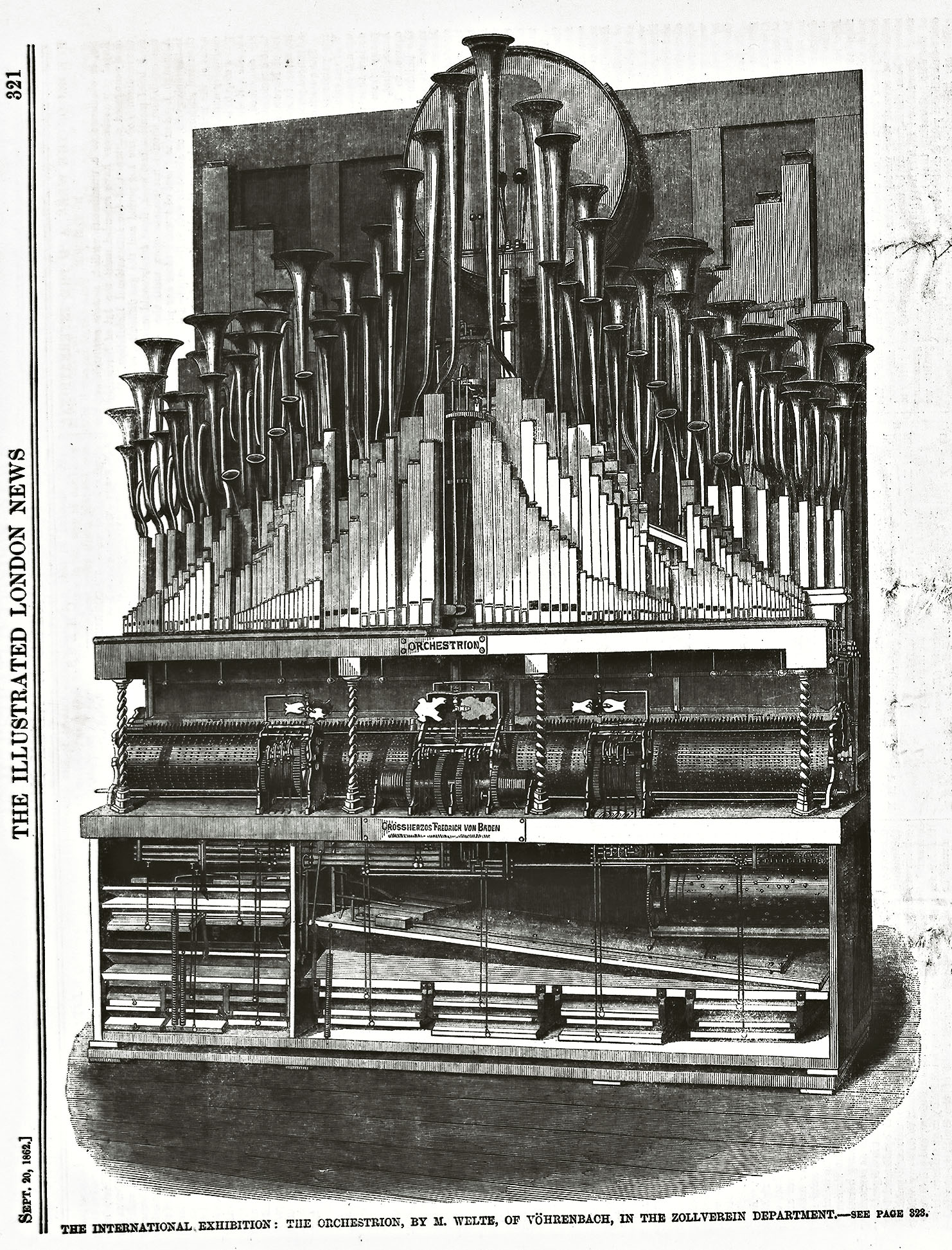
Een opengewerkt orchestrion, London Illustrated News uit 1862

Een orchestrion is een mechanisch muziekinstrument dat als een orkest moet klinken maar als basis een pijporgel heeft, meestal aangevuld met slagwerk en soms ook met andere instrumenten die door mechanische poppen of door een mechaniek worden bespeeld.
De muziek die het apparaat zal spelen is vastgelegd in een cilinder met pinnen of in een draaiorgelboek.
Het orchestrion werd gedurende de 1e helft van de 20e eeuw veel gebruikt als dansorgel, terwijl ook de grotere draaiorgels vaak feitelijk orchestrions zijn.
De naam "orchestrion" werd voor het eerst gegeven in 1862 aan het hiernaast afgebeelde instrument, en dit werd tot de naam voor alle soortgelijke instrumenten. Een bekend bouwer van orchestrions was het Duits-Amerikaanse bedrijf Welte-Mignon.
Ook het Duitse bedrijf Philipps bouwde in 1919 een orchestrion: de Paganini Orchestrion. Het is een ingewikkeld elektrisch mechaniek, dat verschillende muziekinstrumenten in werking stelt. Er zijn hiervan verschillende uitvoeringen gemaakt, waarvan een exemplaar permanent tentoongesteld staat in het Museum Speelklok (vroeger: Nationaal Museum van Speeldoos tot Pierement) in Utrecht.